# امامزاده علی شکرناب

ساختمان امامزاده از سمت غرب

آرامگاه علی ابن عون در روستای شکرناب از توابع آبیک قرار دارد. بنای بقعه هشت ضلعی و طول تقریبی هر ضلع ۸.۷ متر است. جرزها و طاق نماهای خارجی با قوس‌های تیزه دار قاب‌سازی شده‌اند. داخل حرم نیز به شکل هشت ضلعی است و روی هر ضلع آن طاق نمایی دیده می‌شود، گنبد رک ترک دار آجری بر روی مرقد امامزاده قرا گرفته‌است. ورودی حرم در شمال بقعه قرار دارد، و در کتیبه بالای در ورودی، سال ساخت بنای اصلی حرم (۸۸۴ ﮬ. ق) و نام سازنده آن درویش نورالدین به چشم می‌خورد.

## نگارخانه

آرامگاه در دهه هشتاد خورشیدی
ساختمان امامزاده از سمت جنوب
محوطه اطراف آرامگاه ۱۳۹۴ خورشیدی
نمای آرامگاه
نمای آرامگاه
شجره‌نامه نصب شده در آرامگاه